# سیارک ۳۴۸۴
سیارک ۳۴۸۴ (به انگلیسی: 3484 Neugebauer، نامگذاری:1978NE) سه هزار و چهارصد و هشتاد و چهارمین سیارک کشف شده‌است که در ۱۰ ژوئیه ۱۹۷۸ کشف شد.
قدر مطلق سیارک برابر ۱۲٫۷۰ است.